# 알베르 우데르조
알베르 우데르조(Albert Uderzo, 본명: Alberto Aleandro Uderzo, 이탈리아어: [alˈbɛrto aleˈandro uˈdɛrtso], 1927년 4월 25일 ~ 2020년 3월 24일)는 프랑스의 만화가이자 각본가이다. 르네 고시니(René Goscinny)와 협업한 아스테릭스(Astérix) 시리즈의 공동 창작자이자 일러스트레이터로 가장 잘 알려져 있다. 그는 또한 고시니와 함께 "Oumpah-pah"와 같은 다른 만화를 그렸다. 우데르조는 2011년 9월에 은퇴했다.

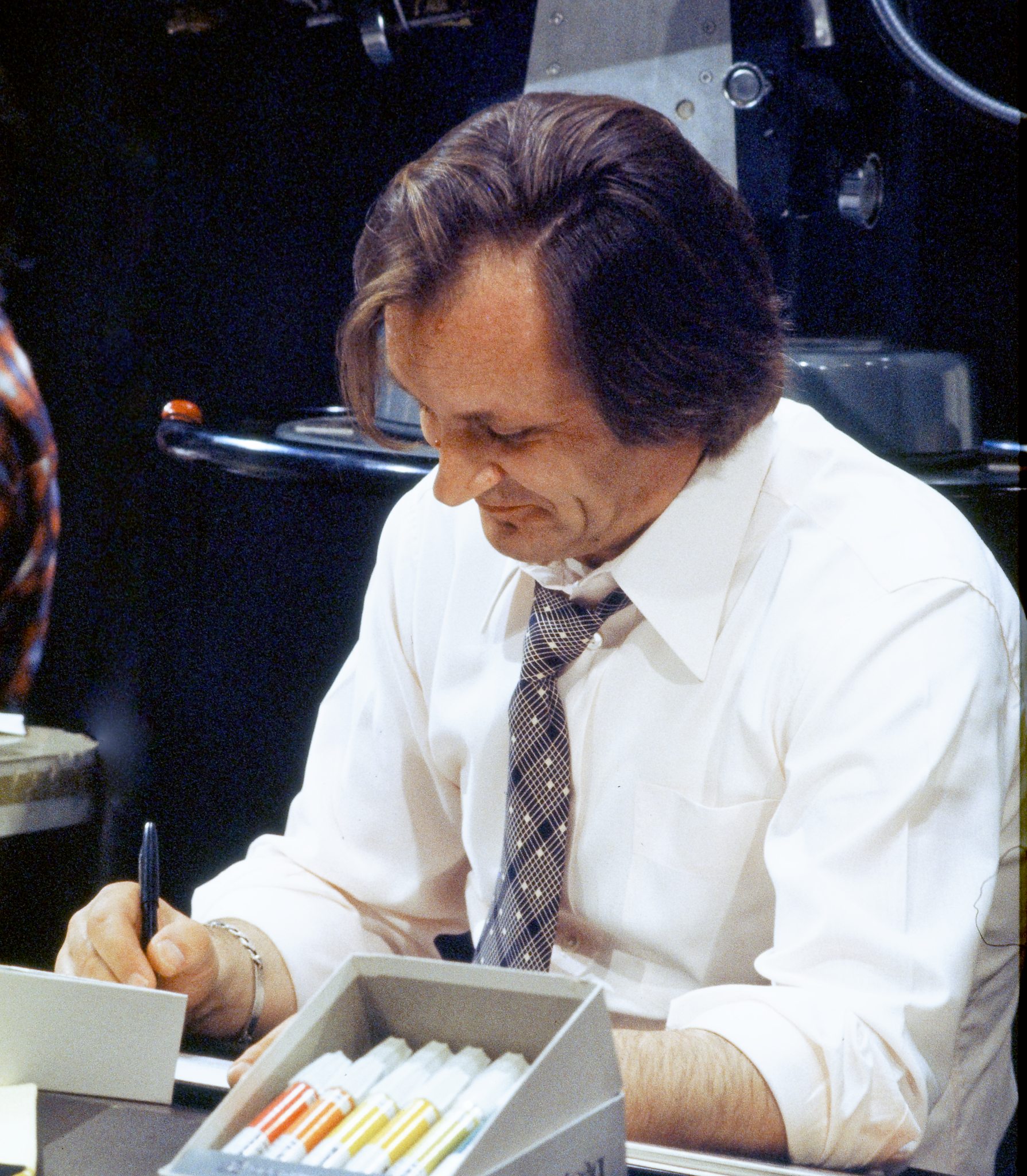
알베르 우데르조, 1973년

## 수상
- 1985년, 2013년 레지옹 도뇌르 훈장
- 2005년 아이스너상